# Lydecker brothers
Howard (L'Avana, 18 giugno 1911 – Los Angeles, 26 settembre 1969) e 
Theodore Lydecker (Englewood, 7 novembre 1908 – Los Angeles, 25 maggio 1990), accreditati sempre come Lydecker brothers, sono stati una coppia di creatori di effetti speciali statunitensi.
Sono considerati tra i migliori realizzatori di miniature per il cinema della loro epoca. Nel 1941 hanno ricevuto una candidatura all'Oscar ai migliori effetti speciali per il film Women in War. Nel 1943 Howard è stato inoltre candidato allo stesso premio per il film I falchi di Rangoon.

## Filmografia parziale

### Cinema
- Darkest Africa, regia di B. Reeves Eason e Joseph Kane (1936)
- Women in War, regia di John H. Auer (1940)
- Adventures of Captain Marvel - serial cinematografico (1941)
- I falchi di Rangoon (Flying Tigers), regia di David Miller (1942)
- Fiamme a San Francisco (Flame of Barbary Coast), regia di Joseph Kane (1945)
- I conquistatori della Luna (Retik, the Moon Menace), regia di Fred C. Brannon - serial cinematografico (1952)
- Black Hills Ambush, regia di Harry Keller (1952)
- Il ribelle di Giava (Fair Wind to Java), regia di Joseph Kane (1953)
- Commando Cody: Sky Marshal of the Universe - serial cinematografico (1955)
- Affondate la Bismarck! (Sink the Bismarck!), regia di Lewis Gilbert (1960)
- Ponte di comando (H.M.S. Defiant), regia di Lewis Gilbert (1962)

### Televisione
- Viaggio in fondo al mare (Voyage to the Bottom of the Sea) - serie TV, 26 episodi (1965-1966)